# Baby Lasagna

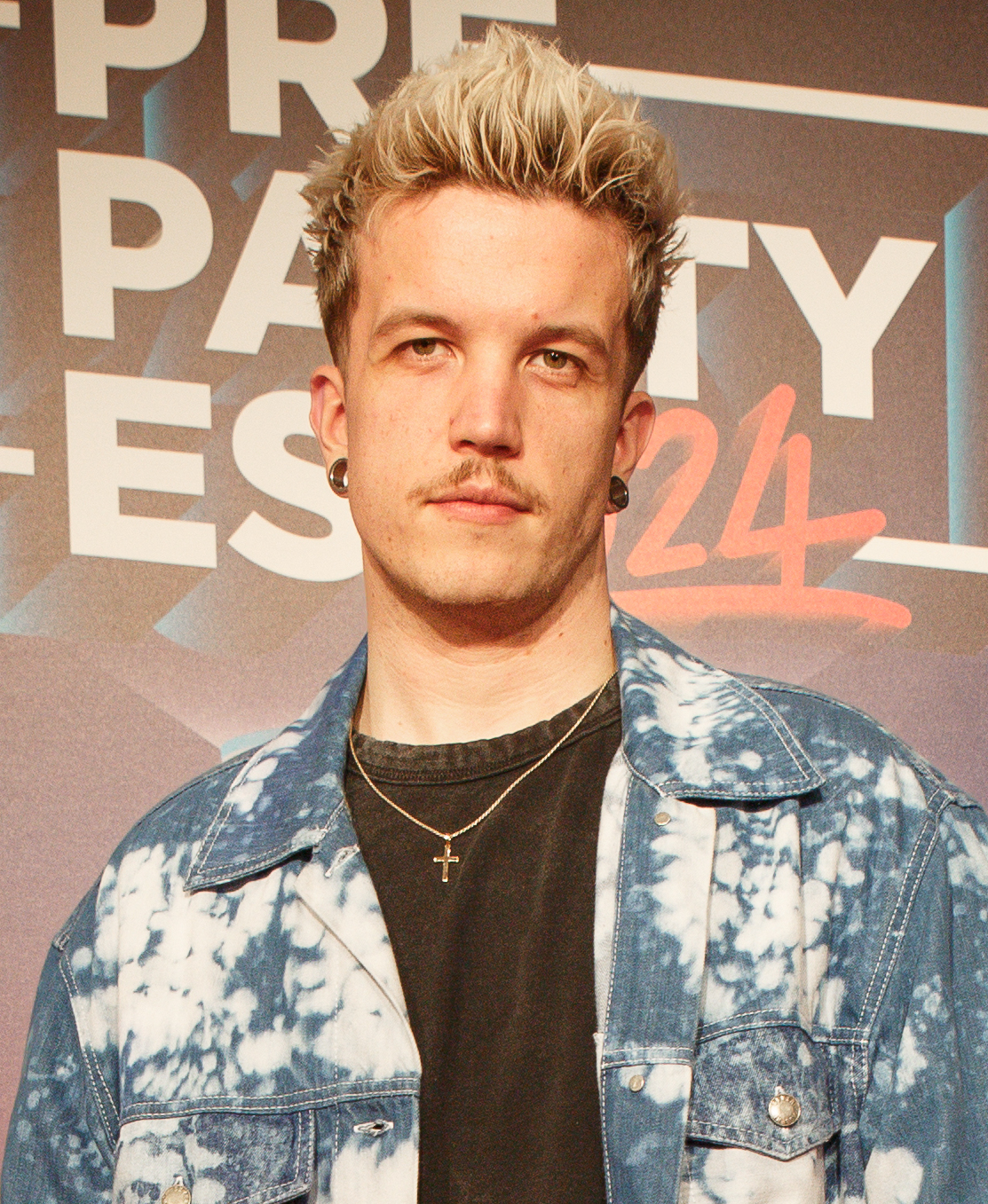
Purišić (2024)

Marko Purišić (* 5. Juli 1995 in Rijeka), bekannt als Baby Lasagna, ist ein kroatischer Sänger, Songwriter und Musikproduzent. Er vertrat Kroatien beim Eurovision Song Contest 2024 in Malmö mit dem Lied Rim tim tagi dim.

## Leben und Karriere

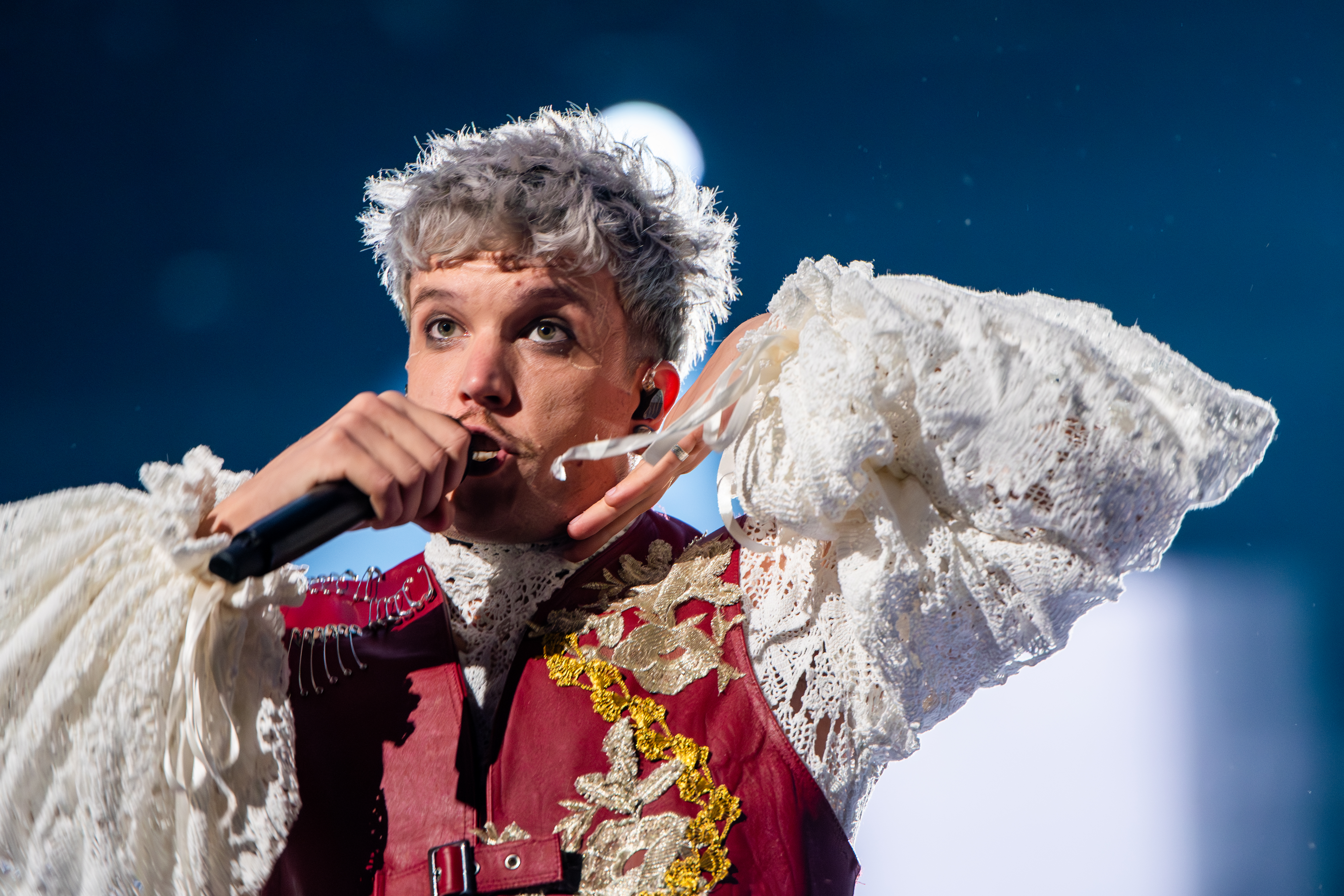
Baby Lasagna beim Eurovision Song Contest 2024 in Malmö

Purišić stammt aus der Kleinstadt Umag in Istrien. Von 2011 bis 2016 und dann nochmals von 2018 bis 2022 war er Gitarrist der Rockband Manntra. Mit dieser nahm Purišić 2019 mit dem Lied In the Shadows an Dora, dem kroatischen Vorentscheid für den Eurovision Song Contest, teil. Beim Sieg von Roko Blažević belegte Manntra mit 12 Punkten den vierten Platz.
Nach Ende seiner Zusammenarbeit mit Manntra begann Purišić eine Solo-Karriere unter dem Pseudonym Baby Lasagna. Im Oktober 2023 veröffentlichte er seine Debüt-Single IG Boi, zwei Monate später folgte die Single Don’t Hate Yourself, But Don’t Love Yourself too Much.
2024 nahm Purišić erneut am kroatischen Vorentscheid für den Eurovision Song Contest, Dora, teil, diesmal als Solo-Künstler. Mit seinem Lied Rim tim tagi dim konnte er den Wettbewerb am 25. Februar 2024 gewinnen und vertrat Kroatien beim Eurovision Song Contest 2024 in Malmö. Er belegte den zweiten Platz und erzielte damit das beste Ergebnis Kroatiens in seiner Geschichte beim Wettbewerb. Darüber hinaus wurde Rim tim tagi dim vor dem ESC-Finale mit dem Marcel-Bezençon-Preis (Presse-Preis) geehrt.
Neben seiner Tätigkeit als Sänger ist Purišić auch als Songwriter aktiv. Unter anderem war er an mehreren Liedern des Albums Ravenblack der deutschen Band Mono Inc. maßgeblich beteiligt, das 2023 Platz 1 der deutschen Albumcharts erreichte. Purišićs Bruder Val Perun war zeitweise Mitglied der Band.

## Diskografie

### Alben
| Jahr | Titel             | Höchstplatzierung, Gesamtwochen, AuszeichnungChartplatzierungen (Jahr, Titel, Platzierungen, Wochen, Auszeichnungen, Anmerkungen) | Höchstplatzierung, Gesamtwochen, AuszeichnungChartplatzierungen (Jahr, Titel, Platzierungen, Wochen, Auszeichnungen, Anmerkungen) | Höchstplatzierung, Gesamtwochen, AuszeichnungChartplatzierungen (Jahr, Titel, Platzierungen, Wochen, Auszeichnungen, Anmerkungen) | Höchstplatzierung, Gesamtwochen, AuszeichnungChartplatzierungen (Jahr, Titel, Platzierungen, Wochen, Auszeichnungen, Anmerkungen) | Höchstplatzierung, Gesamtwochen, AuszeichnungChartplatzierungen (Jahr, Titel, Platzierungen, Wochen, Auszeichnungen, Anmerkungen) | Anmerkungen                           |
| Jahr | Titel             | HR | DE | AT | CH | UK | Anmerkungen                           |
| ---- | ----------------- | --- | --- | --- | --- | --- | ------------------------------------- |
| 2025 | Dmns & Mosquitoes | HR1 (… Wo.)HR | — | — | — | — | Erstveröffentlichung: 7. Februar 2025 |

### Singles
| Jahr | Titel Album                                                             | Höchstplatzierung, Gesamtwochen, AuszeichnungChartplatzierungen (Jahr, Titel, Album, Platzierungen, Wochen, Auszeichnungen, Anmerkungen) | Höchstplatzierung, Gesamtwochen, AuszeichnungChartplatzierungen (Jahr, Titel, Album, Platzierungen, Wochen, Auszeichnungen, Anmerkungen) | Höchstplatzierung, Gesamtwochen, AuszeichnungChartplatzierungen (Jahr, Titel, Album, Platzierungen, Wochen, Auszeichnungen, Anmerkungen) | Höchstplatzierung, Gesamtwochen, AuszeichnungChartplatzierungen (Jahr, Titel, Album, Platzierungen, Wochen, Auszeichnungen, Anmerkungen) | Höchstplatzierung, Gesamtwochen, AuszeichnungChartplatzierungen (Jahr, Titel, Album, Platzierungen, Wochen, Auszeichnungen, Anmerkungen) | Anmerkungen                             |
| Jahr | Titel Album                                                             | HR | DE | AT | CH | UK | Anmerkungen                             |
| ---- | ----------------------------------------------------------------------- | --- | --- | --- | --- | --- | --------------------------------------- |
| 2023 | IG BOI DMNS & Mosquitoes                                                | — | — | — | — | — | Erstveröffentlichung: 21. Oktober 2023  |
| 2023 | Don’t Hate Yourself, But Don’t Love Yourself Too Much DMNS & Mosquitoes | — | — | — | — | — | Erstveröffentlichung: 21. Dezember 2023 |
| 2024 | Rim tim tagi dim DMNS & Mosquitoes                                      | HR1 (… Wo.)HR | DE50 (1 Wo.)DE | AT13 (2 Wo.)AT | CH11 (3 Wo.)CH | UK36 (2 Wo.)UK | Erstveröffentlichung: 12. Januar 2024   |
| 2024 | and I DMNS & Mosquitoes                                                 | HR1 (… Wo.)HR | — | — | — | — | Erstveröffentlichung: 28. Juni 2024     |
| 2024 | Biggie Boom Boom DMNS & Mosquitoes                                      | HR1 (… Wo.)HR | — | — | — | — | Erstveröffentlichung: 29. August 2024   |

Weitere Singles
- 2024: Catch Me If You Can
- 2025: Stress
- 2025: #eurodab (mit Käärijä)

### Als Gastmusiker
- 2025: Bam Bam Bira (von KUKU$)

## Auszeichnungen für Musikverkäufe
| Goldene Schallplatte - Griechenland - 2025: für die Single Rim tim tagi dim |

| Land/RegionAuszeichnungen für Musikverkäufe (Land/Region, Auszeichnungen, Verkäufe, Quellen) | Gold  | Platin | Verkäufe | Quellen         |
| -------------------------------------------------------------------------------------------- | ----- | ------ | -------- | --------------- |
| Griechenland (IFPI)                                                                          | Gold1 | —      | 10.000   | Einzelnachweise |
| Insgesamt                                                                                    | Gold1 | —      |          |                 |